# Emskär
Emskär är en ö i byn Storby i Eckerö på Åland. Emskär har länge varit Åland och Finlands västligaste bosättning. Ön hade en fast bosatt år 2018.
Öns area är 82 hektar och dess största längd är 1,5 kilometer i sydöst-nordvästlig riktning.
På öns östra sida, cirka 25 meter från stranden, finns en jungfrudans. Enligt traditionen är den byggd 1784 av besättningen på ett fartyg som låg och väntade på tjänlig vind. En kopia av jungfrudansen finns utlagd i Tullarns äng i Mariehamn.